# FK Jedinstvo Gojevići
FK Jedinstvo je bivši bosanskohercegovački nogometni klub iz Gojevića kod Fojnice.

## Povijest
Klub je osnovan 1987. godine. U prvoj sezoni 1987./88. klub je osvojio općinsku ligu Kiseljaka i ostvarili plasman u međuopćinsku ligu Sarajevo – grupa Zapad. U prvoj sezoni u međuopćinskoj ligi Jedinstvo je završilo na 13. mjestu, a sezonu 1989./90. završili su kao posljednjeplasirana momčad.